# Francesco Carboni (politico)
Francesco Carboni (Alghero, 27 agosto 1945) è un politico italiano.

## Biografia
Avvocato ed esponente del Partito Democratico della Sinistra, viene eletto alla Camera del Deputati nel 1996. Confluisce poi nei Democratici di Sinistra. Conferma il proprio seggio parlamentare anche alle elezioni politiche del 2001, rimanendo in carica fino al 2006, quando non si ricandida. 
Nel 2016 sostiene il fronte del "No" in vista del referendum confermativo costituzionale del 4 dicembre 2016.